# DFB-Jugend-Kicker-Pokal 1999/2000
Der DFB-Jugend-Kicker-Pokal 1999/2000 war die 14. Auflage dieses Wettbewerbes. Er begann am 14. Juni 2000 und endet mit dem Finale am 30. Juni 2000. Sieger wurde der TSV 1860 München, der im Finale den Hamburger SV mit 2:1 besiegte.

## Teilnehmende Mannschaften
Gruppe Nord: 16 Mannschaften
- Reinickendorfer Füchse
- Energie Cottbus
- Blumenthaler SV
- Hamburger SV
- Hansa Rostock
- SC Fortuna Köln
- Fortuna Düsseldorf
- VfB Oldenburg
- 1. FC Magdeburg
- Holstein Kiel
- Borussia Dortmund
- VfL Osnabrück
- VfL Wolfsburg
- Borussia Mönchengladbach
- 1. FC Köln
- Hertha BSC

Gruppe Süd: 16 Mannschaften
- Karlsruher SC
- FC Augsburg
- Darmstadt 98
- SV Steiningen
- SV Rot-Weiß Hasborn
- FV Dresden-Nord
- DJK Donaueschingen
- FK Pirmasens
- Rot-Weiß Erfurt
- SSV Ulm 1846
- TSV 1860 München
- 1. FC Nürnberg
- Eintracht Frankfurt
- 1. FC Saarbrücken
- 1. FSV Mainz 05
- Dynamo Dresden

## 1. Runde
| Datum      |                          | Ergebnis              |                        |
| ---------- | ------------------------ | --------------------- | ---------------------- |
| 14.06.2000 | Fortuna Düsseldorf       | ?:? n. V. (4:6 i. E.) | Hamburger SV           |
| 14.06.2000 | Blumenthaler SV          | 00:10                 | Hansa Rostock          |
| 14.06.2000 | Borussia Dortmund        | 2:1                   | Fortuna Köln           |
| 14.06.2000 | Borussia Mönchengladbach | 4:1                   | Energie Cottbus        |
| 14.06.2000 | 1. FC Magdeburg          | 5:2                   | VfL Osnabrück          |
| 14.06.2000 | VfB Oldenburg            | 4:1                   | VfL Wolfsburg          |
| 14.06.2000 | Holstein Kiel            | 0:2                   | Reinickendorfer Füchse |
| 14.06.2000 | 1. FC Köln               | 3:1                   | Hertha BSC             |
| 14.06.2000 | 1. FC Saarbrücken        | 2:4                   | 1. FSV Mainz 05        |
| 14.06.2000 | FC Augsburg              | 2:0                   | FK Pirmasens           |
| 14.06.2000 | SV Steiningen            | 1:7                   | SV Darmstadt 98        |
| 14.06.2000 | DJK Donaueschingen       | 0:6                   | TSV 1860 München       |
| 14.06.2000 | SV Rot-Weiß Hasborn      | ?:? n. V. (10:11 i.E) | SSV Ulm 1846           |
| 14.06.2000 | FV Dresden-Nord          | 1:3                   | Karlsruher SC          |
| 14.06.2000 | 1. FC Nürnberg           | 2:6                   | Eintracht Frankfurt    |
| 14.06.2000 | Dynamo Dresden           | 0:1                   | Rot-Weiß Erfurt        |

## Achtelfinale
| Datum      |                        | Ergebnis  |                          |
| ---------- | ---------------------- | --------- | ------------------------ |
| 18.06.2000 | Hamburger SV           | 6:3       | Hansa Rostock            |
| 18.06.2000 | 1. FC Magdeburg        | 0:3       | Borussia Dortmund        |
| 18.06.2000 | VfB Oldenburg          | 0:4       | Borussia Mönchengladbach |
| 18.06.2000 | Reinickendorfer Füchse | 2:4 n. V. | 1. FC Köln               |
| 18.06.2000 | FC Augsburg            | 2:3       | 1. FSV Mainz 05          |
| 18.06.2000 | SV Darmstadt 98        | 0:3       | TSV 1860 München         |
| 18.06.2000 | SSV Ulm 1846           | 1:0       | Karlsruher SC            |
| 18.06.2000 | Rot-Weiß Erfurt        | 1:4       | Eintracht Frankfurt      |

## Viertelfinale
| Datum      |                          | Ergebnis              |                     |
| ---------- | ------------------------ | --------------------- | ------------------- |
| 22.06.2000 | Hamburger SV             | 4:3 n. V.             | Borussia Dortmund   |
| 22.06.2000 | Borussia Mönchengladbach | ?:? n. V. (3:4 i. E.) | 1. FC Köln          |
| 22.06.2000 | 1. FSV Mainz 05          | 3:4                   | TSV 1860 München    |
| 22.06.2000 | SSV Ulm 1846             | 3:4                   | Eintracht Frankfurt |

## Halbfinale
| Datum      |                  | Ergebnis |                     |
| ---------- | ---------------- | -------- | ------------------- |
| 25.06.2000 | Hamburger SV     | 4:0      | 1. FC Köln          |
| 25.06.2000 | TSV 1860 München | 2:0      | Eintracht Frankfurt |

## Finale
| Paarung          | TSV 1860 München – Hamburger SV |
| Ergebnis         | 2:1 (1:0) |
| Datum            | 30. Juni 2000 |
| Stadion          | Sportzentrum, Vaterstetten |
| Zuschauer        | 1000 |
| Schiedsrichter   | Herbert Fandel (Kyllburg) |
| Tore             | 1:0 Lauth (34.) 1:1 Afriyie (66., HE) 2:1 Mayr (90.) |
| TSV 1860 München | Martin Eberherr – Dominik Schmitt, Florian Wäckerle, Anton Rappl, Erkan Atilgan – Andreas Görlitz, Benjamin Lauth (90. Lech Kasparek), Matthias Heckenberger (76. Manuel Heimpel) – Benson Okeke, Christoph Schießl, Selçuk Şahin (68. Clemens Mayr) Cheftrainer: Hartmut Herold |
| Hamburger SV     | Marcel Kindler – Sven Drews – Kolja Afriyie, Marco Pirozzi – Atem Oksynyuk (90. Simon Radke), Daniel Rathmann (33. Alex Meier), Matthias Holst (41. Rene Marohn), David Berwecke – Serdar Sinik, Tiago Teixeira, Marco Schacht Cheftrainer: Michael Schröder                     |
| Gelbe Karten     | keine – Meier |
| Besonderheiten   | Kindler hält Foulelfmeter von Okeke (??) |